# Oameni de știință musulmani
Oamenii de știință musulmani sunt mândria civilizației islamice, deoarece occidentalii au fost puternic influențați de descoperirile acestora.
Cultura este produsul realizat de o civilizație. Cultura este sistemul superior al civilizației, ea reprezintă viziunea lumii, credința și totodată este miezul viziunii vieții. O civilizație comună poate avea pe teritorii diferite, culturi diferite. Schimbarea civilizației este aproape imposibilă, precum schimbarea credinței, iar cultura este rezultatul creațiilor, denumirilor, produselor și chiar structurilor.

## Al-Farabi
Al-Farabi sau Abu Nasr al-Farabi s-a născut în anul 870, într-un vechi centru rezidențial numit Faraba, din Turkistan. Tatăl său pe nume Mehmed era un cunoscut și respectat comandant.
În anii în care a trăit ca filosof, savant și artizan, nu era atât de cunoscut precum este astăzi.
Primii ani de școală i-a finalizat în locul unde s-a născut.După ce a plecat din Turkistan, a stat o perioadă în Iran, mai târziu stabilindu-se la Bagdad, acesta fiind centrul științei și a artei. Aici și-a finalizat studiile superioare, învățând și limbile persană, arabă și greaca veche.
După studierea filosofiei și-a dezvoltat viziunile în conformitate cu filosofia aristotelică. Și-a întemeiat o școală, unde a început să scrie lucrări mature. Și-a prezentat opiniile în domeniul psihologiei, metafizicii, unității, rațiunii, etc. A intrat în filosofie pe drumul rațiunii, poposind apoi asupra metafizicii. După ce a observat că filosofia și religia sunt un întreg, a fost întemeietorul filosofiei islamice. Acesta a fost interesat și de medicină, însă nu a scris lucrări și nu a făcut cercetări în acest sens.
Al-Farabi este cunoscut și ca un bun matematician.

## Al-Khwarizmi
Abu Abdullah Muhammad bin Musa al-Khwarizmi s-a născut în Horezmi, în anul 780 și se presupune că a încetat din viață în Bagdad, în jurul anului 850. A avut trei fii cu serioase contribuții în matematică.
Al-Khwarizmi a părăsit Horezmul pentru a studia știința și s-a stabilit la Bagdad, considerat atunci centrul științei. Aici a fost educat de prestigioși savanți islamici. Al-Khwarizmi a primit ajutor și susținere de la califul Abbasid Me'mun (813-833). Administrarea bibliotecii înființată de acest calif, îi este încredințată lui Al-Khwarizmi. Acesta a avut contribuții semnificative în domeniul matematicii, astronomiei și geografiei, iar toate cheltuielile erau sponsorizate de calif.
În anul 830 a pornit pe drumul de Afganistan spre India pentru a face cercetări științifice.
Al-Khwarizmi a pus pentru prima oară în evidență metodic și sistematic algebra și a fost primul care a folosit cifra zero în matematică.
Pe lângă matematică, acesta a studiat și geografia și astronomia. El a cercetat structura Pământului, iar pentru a calcula diametrul Pământului, a fost înzestrat cu o comisie de către calif.

## Akșemsettin
Akșemsettin sau Șeyh Mehmet Șemsettin Bin Hamza este unul dintre cei mai mari sufiți ai secolului al XV-lea. În anul 1389   s-a născut în capitala Siriei, Damasc. A fost elevul lui Haci Bayram Veli și profesorul sultanului Mehmed al II-lea.
Akșemsettin a fost atras de știință și artă de la o vârstă fragedă. Cu inteligența, înțelegerea și pofta de studiu, acesta s-a dedicat cărților.
A studiat medicina, a creat medicamente, a realizat operații și tratamente prin care a devenit cunoscut.
Cu 400 de ani înaintea lui Pasteur a declarat că bolile apar prin intermediul microbilor. Akșemsettin a fost atras atât de știință cât și de misticism.